# Red Cliff (Colorado)
Red Cliff is een plaats (town) in de Amerikaanse staat Colorado, en valt bestuurlijk gezien onder Eagle County.
Bij Red Cliff lag het kamp Camp Hale dat een trainingsfaciliteit van het Amerikaanse leger tijdens Tweede Wereldoorlog en voor de CIA van 1959 tot 1964 voor het de Tibetaanse guerrillabeweging Chushi Gangdruk.

## Demografie
Bij de volkstelling in 2000 werd het aantal inwoners vastgesteld op 289.
In 2006 is het aantal inwoners door het United States Census Bureau geschat op 307, een stijging van 18 (6.2%).

## Geografie
Volgens het United States Census Bureau beslaat de plaats een oppervlakte van
0,6 km², waarvan 0,6 km² land en 0,0 km² water. Red Cliff ligt op ongeveer 3090 m boven zeeniveau.

## Plaatsen in de nabije omgeving
De onderstaande figuur toont nabijgelegen plaatsen in een straal van 32 km rond Red Cliff.